# (5278) Polly
(5278) Polly est un astéroïde de la ceinture principale.

## Description
(5278) Polly est un astéroïde de la ceinture principale. Il fut découvert le 12 mars 1988 à l'observatoire Palomar par Eleanor Francis Helin. Il présente une orbite caractérisée par un demi-grand axe de 2,22 UA, une excentricité de 0,09 et une inclinaison de 4,1° par rapport à l'écliptique.

## Compléments